# Chrétien Waydelich
Chrétien André Waydelich (ur. 28 listopada 1841 w Strasburgu, zm. 7 września 1917 w Paryżu) – francuski krokiecista, który na Igrzyskach Olimpijskich 1900 w Paryżu zdobył jeden złoty oraz jeden brązowy medal w tej dyscyplinie.